# Трдкова
Трдкова (словен. Trdkova) — поселення в общині Кузма, Помурський регіон, Словенія. Висота над рівнем моря: 368,8 м.